# Dévotion catholique

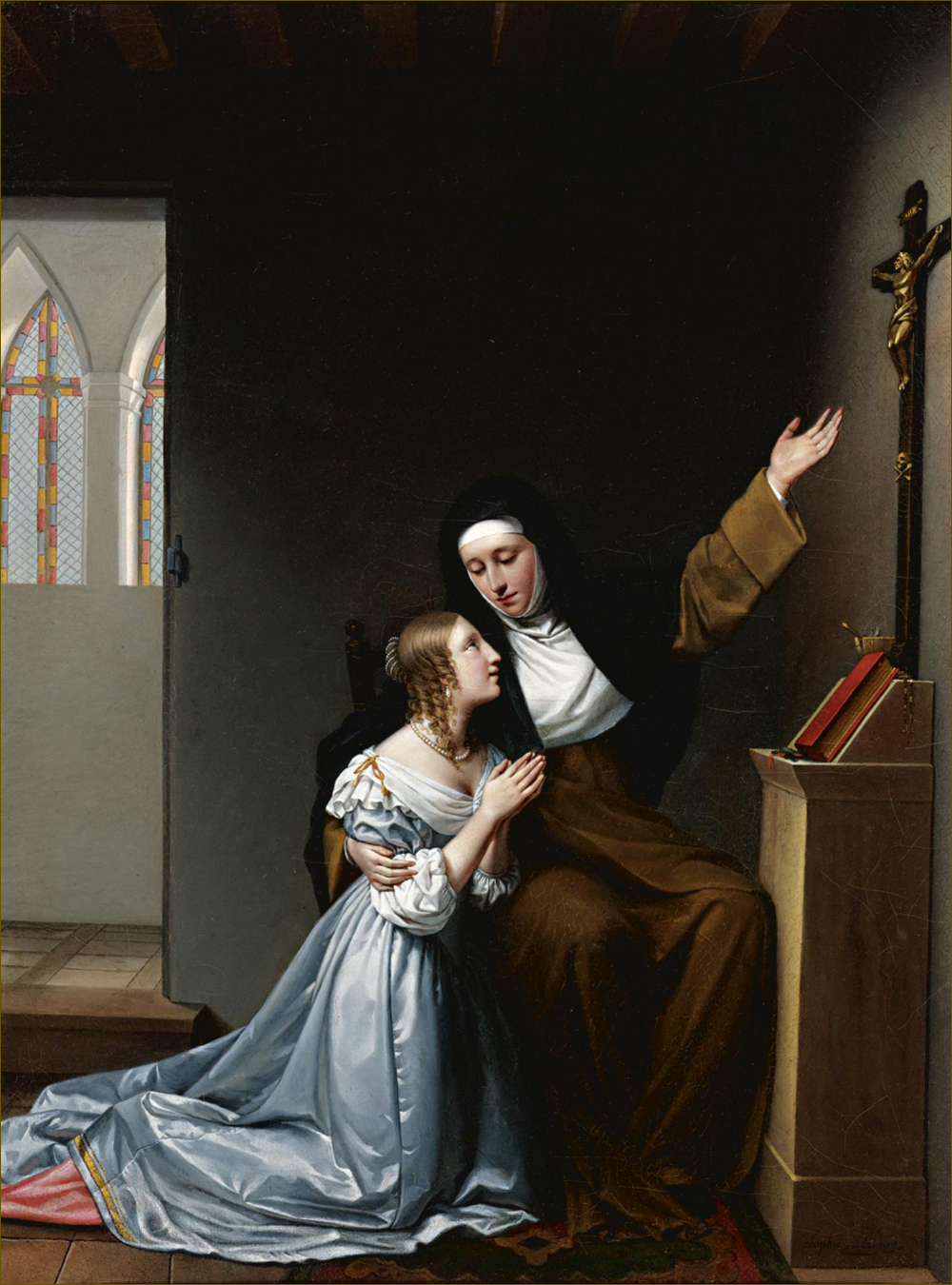
La duchesse de la Vallière au Carmel, donnant des instructions de piété à sa fille Mademoiselle de Blois, tableau de Sophie Lemire (v. 1812).

Une dévotion catholique est un type de prière et de pratique spirituelle élaborée, officiellement ou non, au sein du catholicisme, soit par l'Église catholique, soit par des particuliers ou des groupes. Certaines de ces pratiques sont approuvées par l'Église car elles sont jugées utiles à la sanctification. Elles composent un ensemble d'actes parallèles à la liturgie proprement dite.

## Définition
Les dévotions catholiques sont des manifestations de piété qui se présentent notamment par les exercices spirituels, les prières (dont les prières mariales), ou encore la Lectio divina. Elles sont des coutumes, des rituels et des pratiques particuliers de culte de Dieu ou d’honneur des saints qui s’ajoutent à la liturgie de l’Église catholique.
La Conférence des évêques catholiques des États-Unis les décrit comme « des expressions d’amour et de fidélité qui naissent de l’intersection de sa propre foi, de sa culture et de l’Évangile de Jésus-Christ ». Elles ne sont pas considérées comme faisant partie du culte liturgique, même si elles sont accomplies dans une église ou dirigées par un prêtre. La Congrégation pour le culte divin, au Vatican, publie un répertoire sur la piété populaire et la liturgie.

## Types de dévotion

### Rosaire
Le rosaire est une série de prières catholiques datant du XIIIe siècle, récitées à l'aide d'un chapelet, qui repose sur l'invocation de Dieu le Père et de la Vierge Marie, ainsi que la méditation de « mystères », qui sont des événements ou moments significatifs de la vie de Jésus et de Marie,. 
Depuis le XVIe siècle, le chapelet comporte 15 mystères. En 2002, Jean-Paul II en a ajouté d'autres, ce qui porte leur nombre total à 20. Ces nouveaux mystères sont facultatifs.
Ces 20 « mystères » sont divisés en quatre chapelets de cinq. Pour chaque mystère énoncé, on récite une « dizaine » d'un chapelet, constituée d'un Notre Père, dix Je vous salue Marie, et un Gloire au Père. La prière peut se limiter à un chapelet, ce qui représente la récitation de 5 dizaines et la méditation d'une série de cinq mystères.
Le mois d'octobre est traditionnellement dédié à la dévotion du rosaire et à Notre-Dame du Rosaire.

### Dévotions à Jésus-Christ

#### Sacré-Cœur de Jésus

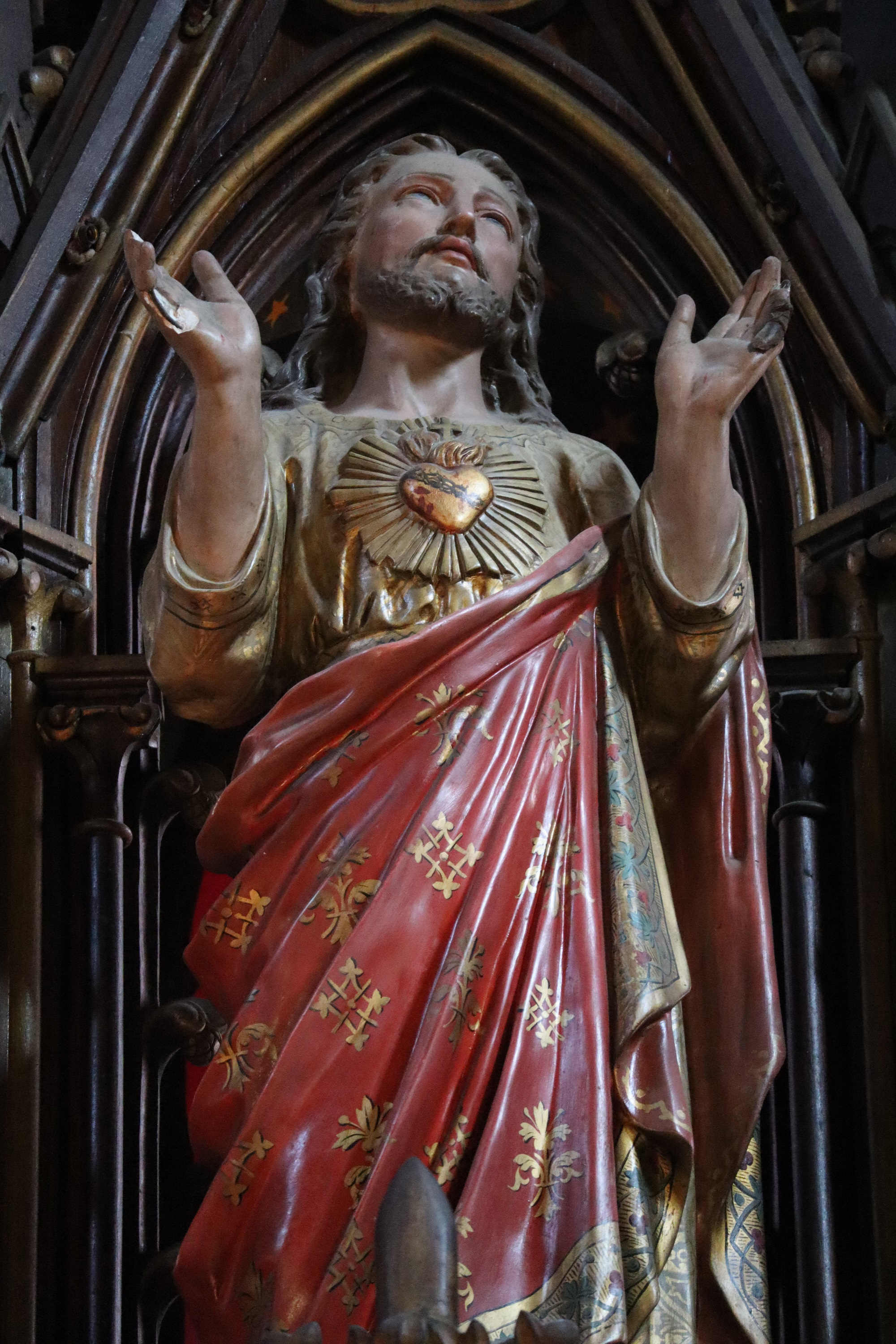
Jésus-Christ et son Sacré-Cœur, retable du maître-autel de l'église Saint-Brice de Saint-Brice-en-Coglès (Ille-et-Vilaine).

Le Sacré-Cœur est une dévotion au cœur de Jésus-Christ, en tant que symbole de l'amour divin par lequel Dieu a pris la nature humaine et a donné sa vie pour les hommes,. C'est en octobre 1672 que Jean Eudes institue, dans les communautés eudistes, la messe du Cœur de Jésus,,.
La majorité des prières et des pratiques liées à cette dévotion sont issues de visions de Jésus-Christ et du Sacré-Cœur de la religieuse visitandine Marguerite-Marie Alacoque, entre 1673 et 1675. Parmi ces pratiques reconnues par l'Église,,, on peut citer notamment la fête du Sacré-Cœur, la dévotion des premiers vendredis, la consécration au Sacré-Cœur, l'Heure Sainte et l'image du Sacré-Cœur. Ces dévotions ont principalement pour but d'effectuer des réparations aux offenses au Sacré-Cœur et au Saint-Sacrement.
La fête du Sacré-Cœur est célébrée le 3e vendredi après la solennité de la Pentecôte, autrement dit le vendredi suivant la solennité de la Fête-Dieu. Le mois de juin est traditionnellement dédié à la dévotion au Sacré-Cœur de Jésus.

#### Miséricorde divine
Instituée en avril 2000 par Jean-Paul II, la dévotion à la Miséricorde divine a pour origine une religieuse polonaise, Faustine Kowalska (1905-1938), qui affirmait avoir reçu des visions et révélations de Jésus-Christ qu'elle rapporta dans son journal personnel appelé le Petit Journal. Elle dira avoir reçu pour mission de propager cette dévotion dans le monde entier. Cette dévotion vise à proclamer et à implorer la miséricorde de Dieu pour le monde entier, au travers des mérites de la passion du Christ et de la transfixion de son cœur.
Ses écrits ont mené à l'établissement de plusieurs formes de dévotion à la Miséricorde divine, dont le dimanche de la divine Miséricorde, l'image de la Miséricorde divine, le chapelet de la Miséricorde divine,, la neuvaine de la Miséricorde divine et l'heure de la Miséricorde divine.
La fête du « dimanche de la Miséricorde » est célébrée le premier dimanche après Pâques,.

#### Adoration au Saint-Sacrement
C'est un temps de prière et d’adoration devant l’hostie, pain consacré devenu, selon la foi catholique, corps du Christ.

### Dévotions à la Vierge Marie

#### Cœur immaculé de Marie

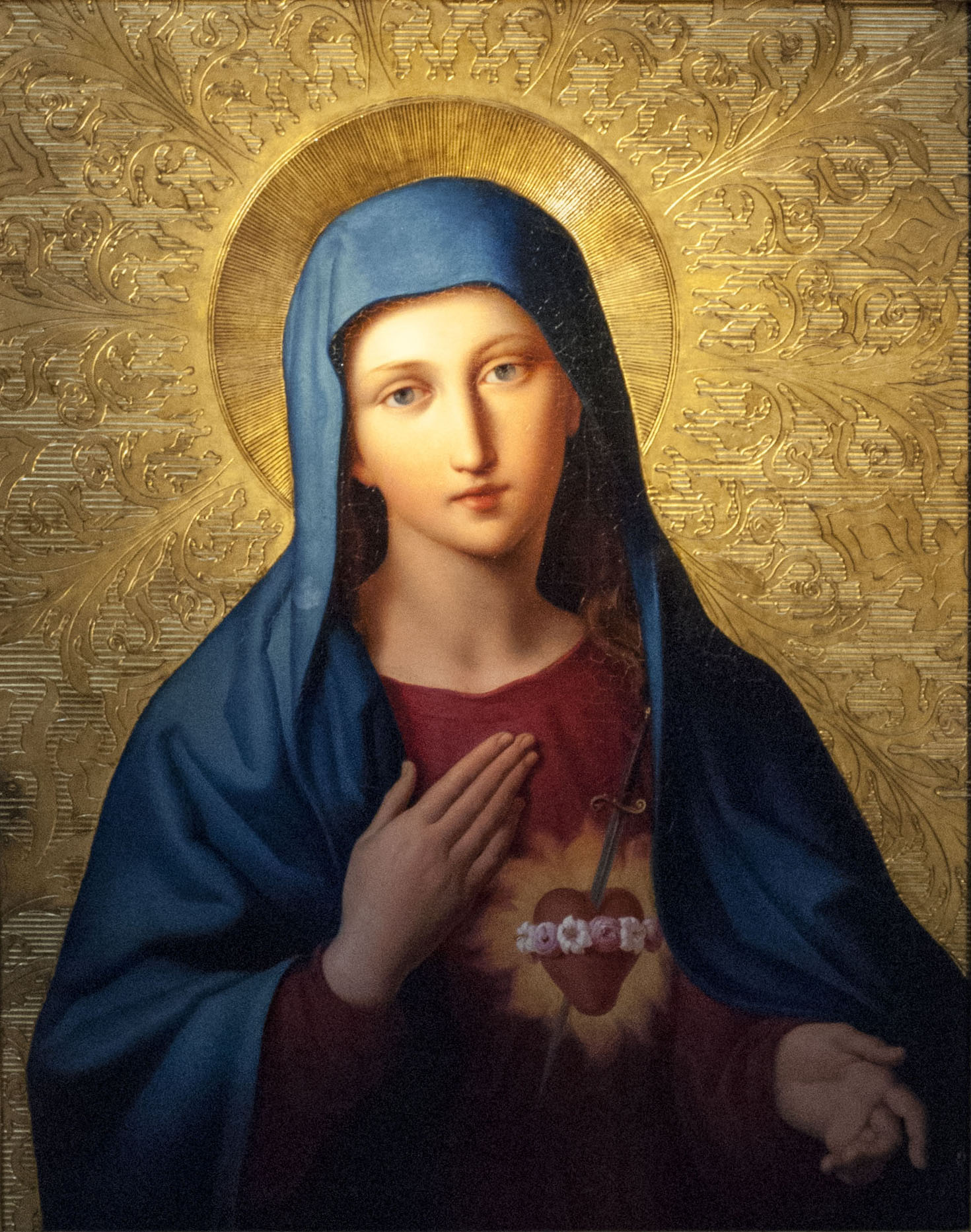
Le Cœur Immaculé de Marie, par Leopold Kupelwieser, église Saint-Pierre de Vienne (Autriche).

Le Cœur immaculé de Marie est une dévotion au cœur de la Vierge Marie. Il est le symbole de sa vie intérieure, ses joies et ses douleurs, ses vertus et ses perfections, connues et inconnues. Son cœur est aussi le lieu où, dans l'Évangile selon Luc, Marie « gardait et méditait dans son cœur » les événements en lien aux mystères de l’identité de son fils Jésus. Il est aussi le symbole de son amour pur envers Dieu, et de son amour maternel pour son fils Jésus et pour l'humanité.
La dévotion au cœur de Marie apparaît progressivement à partir du XVIIe siècle, notamment grâce à l'expansion du culte marial et la promotion qu'en fit Jean Eudes, et dans une moindre mesure Louis-Marie Grignion de Montfort. La dévotion connut un développement supplémentaire grâce aux apparitions mariales de la rue du Bac que rapporta Catherine Labouré en 1830, et la propagation de la Médaille Miraculeuse,,. Le dogme de l'Immaculée conception fût ensuite proclamé en 1854, et le 21 juillet 1855, la congrégation des rites donna son approbation pour la tenue d'une messe dédiée au Cœur immaculé de Marie. En 1917, le Cœur immaculé de Marie fût un thème central des apparitions mariales de Fatima, où la Vierge aurait notamment demandé aux trois enfants voyants la consécration de la Russie à son Cœur immaculé et une communion réparatrice des premiers samedis,,. D'après Lucie Dos Santos, l'une des trois enfants, cette demande fût ensuite renouvelée à plusieurs reprises par la Vierge, notamment lors des apparitions mariales de Pontevedra en 1925 et 1926. Le monde entier fût depuis consacré au Cœur immaculé de Marie par plusieurs papes différents.
La fête du Cœur immaculé de Marie est célébrée le samedi qui suit la fête du Sacré-Cœur de Jésus. Le mois d'aout est traditionnellement dédié à la dévotion au Cœur immaculé de Marie.

#### Sept Douleurs de Marie
Les sept Douleurs de Marie sont une dévotion traditionnelle de l'Église catholique qui se réfère à sept évènements douloureux qu'a vécus la Vierge Marie relatés dans les évangiles, dont quatre sont liées à la Passion du Christ. On retrouve également cette dévotion sous le vocable Notre-Dame des Douleurs, Notre-Dame-des-Sept-Douleurs ou encore Mater Dolorosa. Cette dévotion a principalement pour objet la méditation de chacune de ces sept douleurs, dans le but d'honorer Marie dans son rôle de mère du Christ et d'éprouver de la compassion pour ses souffrances et son martyr spirituel. Elle se présente également sous la forme de prières en l'honneur de chaque douleur. 
La dévotion aux souffrances de la Vierge commence à se développer à partir de la fin du XIe siècle, notamment dans les pays méditerranéens. L'Ordre des Servites de Marie contribua largement à la diffusion de ce culte et développa les formes populaires de cette dévotion tels que la fête de Notre-Dame des Douleurs, le chapelet des sept Douleurs ou encore le scapulaire de Notre-Dame des sept Douleurs. Le 13 octobre 1917, durant les apparitions mariales de Fatima, le jour du miracle du soleil, la Vierge Marie serait apparue, entre-autres, sous le vocable et l'apparence de Notre-Dame des douleurs,. Entre 1981 et 1989, durant les apparitions mariales de Kibeho au Rwanda, la Vierge Marie aurait invité les voyants à la prière du chapelet des sept Douleurs,. 
Le Pape Pie X fixa la fête de « Notre-Dame des Douleurs » au 15 septembre. Le mois de septembre est traditionnellement dédié à la dévotion aux sept Douleurs de Marie ou à Notre-Dame des Douleurs.

#### Notre-Dame du Rosaire
Notre-Dame du Rosaire est une dévotion à la Vierge Marie sous un vocable traditionnellement attribué à une vision de la Vierge par Dominique de Guzmán, au XIIIe siècle à Prouilhe, près de Toulouse. L’Ordre dominicain fut dès lors un propagateur de la dévotion à la Vierge sous cette dénomination, ainsi que la prière du rosaire, objet de cette dévotion.
À la suite de la victoire de la bataille de Lépante en 1571, attribuée à l'intercession de la Vierge par la prière du rosaire, la fête de Notre-Dame du Rosaire, à l'origine appelée la fête de Notre-Dame des Victoires, fut instituée par le pape Pie V et célébrée le 7 octobre. En 1883, le pape Léon XIII décréta solennellement que le mois d’octobre est consacré à la « Sainte Reine du Rosaire ».
En 1917, lors des apparitions mariales de Fátima, au Portugal, la Vierge se serait, entre-autres, présentée sous ce nom aux trois enfants bergers voyants.

### Indulgence
Selon la doctrine catholique, le péché est effacé par le sacrement de pénitence et de réconciliation. Mais ce sacrement n'enlève pas la peine temporelle due au péché, qui se traduit généralement par un temps de purgatoire si elle n'est pas d'abord purgée sur terre par des actes de piété et de pénitence (actes de réparation) appelés indulgences.

### Neuvaine
Une neuvaine est une pratique dévotionnelle consistant en une série de prières ou d'exercices de piété répétés pendant neuf jours consécutifs. Cette pratique vise le plus souvent à demander une grâce particulière, parfois à exprimer une intention spirituelle ou à se préparer à une fête religieuse. Les neuvaines sont généralement adressées à Dieu par l'intercession d'un saint, auquel les fidèles confient leurs demandes ou intentions.

### Dévotions somatiques et matérielles
- Ex-voto et ex-dono
- Faire brûler un cierge
- Génuflexions et prosternations
- Port d'un scapulaire

### Autres dévotions
- Prière personnelle, ou oraison : temps où le croyant se met à l’écoute de Dieu, souvent en silence et dans un endroit retiré
- Pèlerinages, voyages en Terre sainte, à Rome ou à Compostelle ainsi que dans d'autres lieux reliés à l’amour de Dieu par la présence de reliques ou par le souvenir d'événements de la vie de saints ou par des apparitions, notamment celles de la Vierge Marie (apparitions dites « mariales »)
- Vénération des images saintes, partagée avec les chrétiens orthodoxes.
- Vénération des reliques de saints